# 佐平
佐平（さへい）は、百済の最高位の官職である。

## 概要
百済の第8代の古尓王の27年（260年）に、改革以後、一品官の六佐平（各種事務の担当長官）とそれに続く15階の官、あわせて16階からなる官制が整備されたと伝わるが、確実性はなく、その後、近肖古王の時、おおよそ完成されたようにも思われるが、確実に佐平制の雛形が整ったのは6世紀頃と考えられている。今日の長官に該当する官職でありながら、ただ内臣佐平が、これらの中で佐平の長に該当したが、この後、第18代の腆支王の4年（407年）には六佐平の上に上佐平の官位を置いている。上佐平は軍事統帥権と国内行政権を総括するもので、上佐平が「宰相」つまり首相の席に相当した。
- 上佐平（じょうさへい）- 佐平の首長、首相[3]。

1. 内臣佐平（ないしんさへい） - 王命の宣納（拝命・復命）を管掌[1]。
2. 内頭佐平（ないとうさへい） - 倉庫（財政）業務を管掌[1]。
3. 内法佐平（ないほうさへい） - 儀礼に関する仕事を管掌[1]。
4. 衛士佐平（えいしさへい） - 宿衛軍士（王の禁軍、近衛兵）を管掌[1]。
5. 朝廷佐平（ちょうていさへい） - 刑罰と監獄（司法）の事務の管掌[1]。
6. 兵官佐平（へいかんさへい） - 地方軍事（対外軍事）業務の管掌[1]。

これは中国の六典組織を模倣したもので、後世の六曹と似ていた。
なお、『日本書紀』には、上述の上佐平だけでなく、大佐平・中佐平・下佐平も見え、上・中・下の佐平を総称して「三佐平」といった。